# طيور صغيرة (فلم)
طيور صغيرة (بالإنجليزية: Little Birds) هو فيلم دراما تم انتاجه في الولايات المتحدة، صدر سنة 2011. من بطولة جونو تيمبل وكاي باناباكر.

## القصة
صديقتان تعيشان ظروف صعبة وكنوع من تخفيف الضغوط تقومان دائمًا بالتجول في الشاطئ وفي أحد الأيام تلتقيان بمجموعة شبان ويعرضون عليهما المجئ للعيش معهم في لوس انجلوس فيوافقن غير أن حياة الشبان في لوس انجلوس غير مثالية كما تتخيلان.

## وصلات خارجية
- مقالات تستعمل روابط فنية بلا صلة مع ويكي بيانات
- طيور صغيرة على IMDb
- طيور صغيرة على Rotten Tomatos